# 머리필드 스타디움
머리필드 스타디움(영어: Murrayfield Stadium)은 스코틀랜드 에든버러에 위치한 럭비 경기장이다. 수용 인원은 67,144명이며 이는 스코틀랜드에서 가장 많고 경기장 크기도 가장 넓다. 1925년 3월 21일에 개장했으며 제2차 세계 대전 당시에는 영국 육군이 사용하기도 했다.